# Dernell Every
Dernell E. Every (Athens, New York, 1906. augusztus 18. – Mount Kisco, New York, 1994. szeptember 11.) olimpiai bronzérmes amerikai tőrvívó, sportvezető.